# Morales (Cauca)
Pour les articles homonymes, voir Morales.
Morales est une municipalité située dans le département de Cauca, en Colombie.